# Le Vernet-Chaméane
Le Vernet-Chaméane es una comuna nueva francesa situada en el departamento de Puy-de-Dôme, de la región de Auvernia-Ródano-Alpes.

## Historia
Fue creada el 1 de enero de 2019, en aplicación de una resolución del prefecto de Puy-de-Dôme de 23 de noviembre de 2018 con la unión de las comunas de Chaméane y Vernet-la-Varenne, pasando a estar el ayuntamiento en la antigua comuna de Vernet-la-Varenne.

## Demografía
Según los datos aportados en la resolución del prefecto de Puy-de-Dôme, la comuna se crea con 915 habitantes.

## Composición
| Comuna fusionada  | Código INSEE | Población  | Superficie (km²) | Densidad (hab./km²) |
| ----------------- | ------------ | ---------- | ---------------- | ------------------- |
| Chaméane          | 63078        | 158 (2016) | 10.91            | 14                  |
| Vernet-la-Varenne | 63448        | 808 (2017) | 35.1             | 23                  |